# دیوید ابوالعفیا
دیوید ابوالعفیا (انگلیسی: David Abulafia؛ زادهٔ ۱۲ دسامبر ۱۹۴۹)، پژوهشگر و مورخ انگلیسی که در حوزه تاریخ ایتالیا، اسپانیا و همچنین تاریخ مدیترانه در قرون وسطی و رنسانس فعالیت می‌کند. وی بخش اعظمی از فعالیت‌های آکادمیک خود را در دانشگاه کمبریج گذارند تا اینکه در سن ۵۰ سالگی پروفسور شد. وی همچین مدیر دانشکده تاریخ دانشگاه کمبریج از سال ۲۰۰۳ تا ۲۰۰۵ بود، و به عنوان عضو شورای سیاست‌گذاری دانشگاه کمبریج در سال ۲۰۰۸ انتخاب شد.
وی عضو آکادمی بریتانیا و همچنین آکادمی یوروپیا است. در سال ۲۰۱۳ وی به دلیل اثرش، تاریخ مدیترانه، مدال آکادمی برتانیا را دریافت کرد و کتاب دریای بیکران: تاریخِ انسانی اقیانوس‌ها نیز در سال ۲۰۲۰ جایزه تاریخ ولفسان را دریافت کرد.

## آثار
- دریای بیکران: تاریخ انسانی مدیترانه
- دریای بیکران: تاریخِ انسانی اقیانوس‌ها
- فریدریش دوم: امپراتوری قرون وسطایی
- مدیترانه در تاریخ
- ایتالیا در قرون وسطی میانه: ۱۰۰۰-۱۳۰۰
- کشف بشریت: رویارویی‌های آتلانتیک در عصر کلمب
- دو ایتالیا: روابط اقتصادی میان پادشاهی نورمن سیسل و کمون‌های شمالی
- مرزهای قرون وسطایی: مفاهیم وکنش‌ها
- پادشاهی‌های مدیترانه غربی، ۱۲۰۰-۱۵۰۰: نزاع برای سلطه
- کلیسا و شهر، ۱۰۰۰-۱۵۰۰: مقاله‌هایی به افتخار دیوید بروک
- امپوریوم مدیترانه‌ای: پادشاهی کاتالان مایورکا